# Davide Anzaghi
Davide Anzaghi, né le 29 novembre 1936) à Milan est un compositeur et accordéoniste italien. Il remporte la coupe mondiale d'accordéon en 1950 et en 1952.

## Biographie
Depuis sa naissance, Davide Anzaghi vit et travaille à Milan. Il a été initié à la musique par son père Luigi Oreste, enseignant et auteur de plusieurs livres publiés par Ricordi et Carisch. Davide Anzaghi s'est fait connaitre jeune comme accordéoniste virtuose. En 1948, il a remporté le concours national à Ancône décerné par un jury présidé par Franco Alfano. Il remporte la coupe mondiale d'accordéon en 1950 (Milan) et en 1952 (Spa). Pendant quelques années, il a fait des tournées en Europe. Il est diplômé du Conservatoire Giuseppe-Verdi de Milan pour le piano, la direction chorale, la composition, la direction d'orchestre. L'étude de l'harmonie et du contrepoint s'est faite sous la direction de E. Pozzoli. Pendant quelques années, il a donné des récitals en tant que pianiste.
Il s'est fait connaître comme compositeur à la fin des années soixante en obtenant des prix dans plusieurs concours nationaux et internationaux. C'est ainsi qu'il a obtenu le Premier prix de composition pour le piano de Trévise avec Segni e Riturgia (1970 et 1971), le Premier Prix du Concours de composition pour orchestre « Ferdinando Ballo » des après-midis musicaux de Milan avec Limbale (1973), le Premier Prix du Concours International de composition orchestrale « Olivier Messiaen » - le jury était présidé par Messiaen lui-même - pour la composition pour grand orchestre intitulée Ausa (1974). En 1994, il a fondé avec un groupe d'artistes et associés l'association interdisciplinaire Novurgìa pour la promotion des arts contemporains et leur intersection.
Il est président de la Société italienne de musique contemporaine (SIMC). Il a aussi été professeur de composition au Conservatoire de Milan pendant quelques décennies. Il a également été membre du conseil d'administration et du Conseil académique de cet institut. Si ses débuts dans la composition sont caractérisés par le respect des expériences de la nouvelle musique d'avant-garde, par la suite, il s'en est détourné en adoptant un langage personnel et en développant un style tout à fait original.
En 2014 il a reçu le Golden Guitar pour la composition du Congrès International de Guitare de la ville d'Alexandrie. En juillet 2015, le Festival International de Guitare de Fiuggi lui a attribué le Prix de composition de la ville de Fiuggi.

## Œuvres

### Chœur a cappella
1. Madrigali giovanili pour chœur mixte à 4 voix

### Chœur et orchestre
1. Aur'ore pour chœur mixte et orchestre

### Compositions pour la voix
1. A las cinco de la tarde pour baryton et piano
2. Ariette dolenti, pour voix et piano
3. Liriche giovanili pour soprano et piano
4. Onirama pour soprano et piano
5. Vox pour soprano et piano

### Musique de chambre
1. Aléna per 2 Fl., 2 Ob., 2 Cl., 2 Fg., 2 Cor.
2. Alia per clarinetto basso in sib e pianoforte
3. Apogèo per Fl., Cl., Vln., Vc. e Pf.
4. Aliludio, (musica anche per uno spettacolo di danza) per Fl., Cl., Perc., Pf., Vl., Vc.
5. Alm'ala per Fl., Cl., Pf., Vno, Vc.
6. Bicinium per Sax baritono in Mi b e Vc.
7. Ballet per ensemble e danzatori
8. Brin per flauto e pianoforte
9. Canto Morfico per oboe e pianoforte
10. Cavour Trio (Klaviertrio) per violoncello, violino e pianoforte
11. Chifla per flauto e chitarra
12. Canto Morfico per oboe e pianoforte
13. Chifladia per flauto, chitarra e percussioni affidate ai due interpreti
14. Chitattro per 4 chitarre
15. Clatronic per CL. B. in sib e Perc. o Tape
16. D’Anza per danzatori e ensemble
17. Disklaviermusic per pianoforte e disklavier
18. Ecco mormorar l’onde per clarinetto basso in sib. e pianoforte
19. Eco per violoncello e pianoforte
20. Èlan per Fl., Ob., Cl., Fg., Perc., Vln., Vla., Vc., Cb.
21. Elogio della Luna per Fl., Cl., Vibr. e perc. (un solo esecutore), Pf., Vln. e Vc.
22. Era il maggio odoroso... per flauto e arpa
23. For four per quartetto d'archi
24. Guitarduo per 2 chitarre
25. Hommage per fisarmonica da concerto (bayan) e percussione
26. In-chiostro per 2 violini e viola
27. Jazz d'antan (I - III) per pianoforte a quattro mani
28. Introitus (I e II) per flauto, fisarmonica da concerto e violoncello
29. Kit per due chitarre
30. Klaviermusicduo per 2 pianoforti
31. Labia per quartetto d’archi (Edipan)
32. Lìmine per violino, viola e violoncello
33. Ludus per tromba e ensemble (Fl., Cl., Pf., Vln., Vc.),
34. Ludus I per ensemble (Fl., Cl., Pf., V, Vc.)
35. Ludus II per ensemble (Fl., Cl., Pf., Perc., V., Vc.)
36. Mitofanìa per Fl., Cl., Vln., Vc, Pf. e Perc.
37. Musica per tre  per violino, violoncello e pianoforte (proprietà dell'autore)
38. Musica per uno spettacolo di danza per flauto, percussioni, pianoforte e violoncello
39. Musica percussiva per Pf. e 5 percussionisti
40. Oiseau triste per ottavino e pianoforte
41. Ouverture (I e II) per Fl., Fis. e Vc.
42. Phantasus per violoncello e pianoforte
43. Pri-ter per quartetto d’archi
44. Queen that per quintetto di fiati (Fl., Ob., Cl., Fg. e Cor.)
45. Rapsodia per 2 pianoforti
46. Remota per Ott./Fl. in sol, Cl., Pf., Perc., Vla., Vc. e Cb.
47. Repetita per 4 chitarre
48. Repetita per 4 chitarre, versione 2010
49. Ricerca-RE e Ricerca-MI per Fl., Cl., Pf., Vln., e Vc.
50. Ricrìo per ottetto di ottoni (4 Tr., 3 Tb. [opp. 3 Cr.] e Tuba
51. Rondello per sax soprano in sib e pianoforte
52. Rondò d’aura, per oboe e arpa (proprietà dell'autore),
53. Rondò per oboe e pianoforte (o clavicembalo),
54. Sepalo per pianoforte a 4 mani
55. Settimino per Cl., Fg., Cor., Pf., Vln., Vla. e Vc.
56. Soavodìa per clarinetto e pianoforte
57. Soliludio per Fl., Cl., Vln., Vc e Pf.
58. Spettri per violino e pianoforte
59. Spleenmusic per trio d’archi
60. Tenebrae per quintetto di contrabbassi
61. Tornelli per oboe e pianoforte
62. Tremes per viola e pianoforte
63. Trittico per voce rec., flauto, arpa, violino e violoncello
64. Variazione senza tema per due pianoforti
65. Vertigo per pianoforte a 4 mani

### Musique sacrée
1. Riturgìa di Milano pour 2 voix rec., chœur et ensemble, sur les hymnes de S. Ambrogio
2. Sacrae intonationes pour chœur mixte à quatre voix, Fl. (anche Fl.B.),  Cr. ing., Cl. (anche Cl.B.

### Orchestre
1. Anco pour orchestre de chambre
2. Ausa pour grand orchestre
3. Egophonie pour orchestre de chambre
4. Ermosonìo pour orchestre
5. Figurazioni pour orchestre
6. Flügelsymphonie pour piano concertant et orchestre
7. Improvvisazione pour orchestre à cordes
8. Limbàle pour orchestre de chambre
9. Riturgìa pour orchestre

### Piano
1. Anèmone
2. Canto popolaresco lombardo (version pour grandes mains),
3. Canto popolaresco lombardo (version pour petites mains),
4. Change
5. Children's Corner: Berceuse (I-III)
6. Improvvisi (Due)
7. Intermezzi (Due)
8. Jazz suite
9. Musica Vera
10. Klaviermusicsolo
11. Marcia funebre con variazioni
12. Notturni (Tre) Ediz. Bèrben
13. Notturno d'imeon
14. Novelletta (
15. Piano d'antan (I-IV)
16. Revenants
17. Ritografia
18. Schumann Suite
19. Segni e suoni
20. Segni
21. Serial children
22. Sonata (Edizioni Curci)
23. Son'ora per pianoforte e piccole percussioni
24. Tinum
25. Valzer da concerto rielaborazione per pianoforte da E. Pozzoli
26. Variazione su tema di Diabelli
27. Variazione su tema di Mozart
28. Variazioni su tema esoterico

### Soliste et orchestre ou instruments
1. Albòre pour violon et orchestre
2. Archindò pour violon concertant et orchestre à cordes
3. Concerto breve pour clarinette et cordes
4. Concerto dell'ali pour piano et orchestre, ou piano et 14 instruments
5. Fluegelkonzert pour piano et orchestre
6. Fluegelsymphonie pour piano concertante et orchestre
7. Musica percussiva pour piano et cinq percussionnistes
8. Selon moi pour piano et orchestre
9. Streghe di Benevento (Le) pour flûte et orchestre à cordes

### Instruments seuls
1. Aforismi (I - IV) pour violoncelle
2. Airy pour clarinette
3. Alineve pour flûte contrebasse en Do
4. Arpadia pour harpe seule
5. Batrom pour trompette seule
6. Cantio pour guitare seule
7. Chitarama (I-XII) pour guitare
8. Corelliana pour guitare seule
9. D'ance pour accordéon de concert
10. Elegia  pour violoncelle
11. Flaodia (I-V)  pour flûte
12. Florilegio ermetico pour guitare seule  (Amarilli - Asfodelo - Loto)
13. Flauti e flutti pour flûtes confiées à un seul interprète
14. Ginius pour violoncelle
15. Guitare d'antan (I-VI) pour guitare
16. Imagines (I-V) pour un seul percussionniste
17. Halpith pour flûte
18. Invenzione pour guitare
19. Juvenilia pour harpe
20. Melodie pour clarinette
21. Melopea rituale pour hautbois seul (Edizioni Carrara, Bergamo)
22. Microchit pour guitare
23. Nev'ali pour flûte contrebasse en Do
24. Novelletta pour accordéon de concert
25. Phisarama (I-III) pour accordéon de concert
26. Pièce pour Guitare Sensible pour guitare seule
27. Querimonia pour orgue
28. Remysola-Sj pour piccolo
29. Rondò per Pia pour saxophone soprano, ou hautbois
30. Rossiniana pour guitare
31. Rossiniana II pour harpe
32. Super Flumina pour orgue
33. Scatole cinesi pour vibraphone et instruments à sons indéterminés
34. Schizzo pour guitare
35. Segoviana pour guitare
36. Sololos pour violon
37. Storia d'un pioppo pour guitare seule
38. Super flumina pour orgue
39. Suite tritonica Suite en trois mouvements pour guitare
40. Variazioni per percussioni confiées à un seul interprète

### Théâtre musical
1. Il Luogo della Mente opera in un atto, per soprano e pianoforte

### Voix récitante et instruments (anche coro)
1. Declinava un'estate inquieta per voce rec., Pf. e Perc.
2. In nomine filii per voce rec., soprano, coro e ensemble
3. In nomine filii per voce rec., Ott., Pf. e Vc.
4. Labirinto di Sangue (Il) per voce rec., 2 Pf. e 2 Perc.

## Source de la traduction
- (it) Cet article est partiellement ou en totalité issu de l’article de Wikipédia en italien intitulé « Davide Anzaghi » (voir la liste des auteurs).